# Giovanni Palombarini
Giovanni Palombarini (Gorizia, 19 febbraio 1936) è un magistrato e saggista italiano. Da giudice istruttore si è occupato di importanti processi sull'eversione politica. Negli anni ottanta è stato ai vertici di Magistratura Democratica e successivamente componente del Consiglio Superiore della Magistratura e giudice della Corte di Cassazione.

## Biografia
Dopo avere frequentato il liceo classico a Civitavecchia, ha studiato giurisprudenza a Torino e Bologna, dove si è laureato nel febbraio 1959 discutendo una tesi in diritto del lavoro.
Entrato in magistratura il 1º agosto 1963, è stato pretore civile a Milano, Mestre e Padova. Nel 1972 si è trasferito al Tribunale di Padova fino al 1975 come giudice civile e del lavoro e poi come giudice istruttore penale, dirigendo il relativo ufficio fino al 1990. In quegli anni l'Ufficio istruzione ha gestito molti processi di particolare rilevanza, fra i quali il processo alle Brigate Rosse per l'omicidio di due militanti del Movimento Sociale Italiano nella sede di via Zabarella (1974); il Processo 7 aprile nei confronti di numerosi esponenti di associazioni del movimento Autonomia Operaia (1979); e il processo ai NOCS, per fatti di tortura ai danni di brigatisti arrestati dopo il sequestro del generale statunitense James Lee Dozier.
È rimasto nell'Ufficio istruzione fino all'elezione al Consiglio superiore della magistratura nel luglio 1990. Nel CSM ha curato l'elaborazione di progetti di legge. Nello stesso periodo è stato protagonista di svariate polemiche in difesa del CSM in particolare con il presidente della Repubblica Francesco Cossiga. Nell'autunno del 1994 ha assunto le funzioni di sostituto presso la Procura Generale della Repubblica della Corte di Cassazione. Dopo essere stato nominato avvocato generale nel 2003, ha assunto nell'ottobre del 2007 la carica di procuratore generale aggiunto.
Ha aderito a Magistratura Democratica sin dalla fondazione nel 1964, e ne è stato segretario della sezione triveneta, componente del comitato esecutivo, segretario nazionale (1982-1986) e presidente (1986-1990). Dopo il pensionamento ha continuato a partecipare al dibattito pubblico sui temi della giustizia. Alle elezioni politiche del 2013 fu candidato alla Camera come capolista di Rivoluzione civile nella circoscrizione di Padova, senza essere eletto.
Nel 2016 fa parte del Comitato per il No nel referendum sulle modifiche alla Costituzione.

## Opere
Giovanni Palombarini ha curato la pubblicazione di diverse opere di carattere tecnico-giuridico e di saggi sulle problematiche della giustizia e della democrazia.
Tra le prime si ricordano:
Giovanni Palombarini ha curato la pubblicazione di diverse opere di carattere tecnico-giuridico e di saggi sulle problematiche della giustizia e della democrazia.
Tra le prime si ricordano:
- Quaderni del Centro di documentazione Mario Barone
- Funzione e limiti del diritto penale (1984)
- Il sistema sanzionatorio penale e le alternative di tutela (1998), con Giuseppe Borrè
- Diritto penale minimo (2002) con Umberto Curi
- Commentario al codice penale diretto da Crespi, Stella e Zuccalà, limitatamente ai delitti contro la personalità dello Stato.

I saggi di carattere divulgativo comprendono:
- 7 aprile: il processo e la storia (1982), che ricostruisce le vicende del movimento operaio italiano dai primi anni sessanta alla fine degli anni settanta sino al processo che seguirà l'arresto il 7 aprile 1979 di docenti e tecnici dell'Università di Padova con l'accusa di sovversione.
- Giudici a sinistra (2000), sulla storia di Magistratura Democratica.
- La variabile indipendente (2006), con una critica al berlusconismo e alle iniziative dirette a modificare la Costituzione.
- La costituzione e i diritti, una storia italiana (2011) con Gianfranco Viglietta, sull'evoluzione a partire dagli anni novanta del quadro politico italiano, con particolare riferimento alle questioni della giustizia.
- Il processo 7 aprile nei ricordi del giudice istruttore (2014), ancora sulla vicenda processuale del 1979.
- Cavalcando la vita. Autobiografia di un giudice (2025) CIERRE edizioni.

Negli anni, i contributi di Palombarini al dibattito pubblico sul tema della giustizia sono stati ospitati da numerosi quotidiani (tra gli altri la Repubblica, il manifesto e l'Unità) e da riviste culturali.